# 刘弘操
劉弘操（？—938年），十国南漢初代高祖皇帝劉龑的第九子。
南漢高祖劉龑有19子，劉弘操为第九子。生母不詳。大有五年（932年），劉弘操被封为万王。大有十一年（938年）杨廷艺的旧将吴权从爱州起兵攻打在交州的皎公羡，皎公羡求救于南汉，劉龑以万王刘弘操为静海军节度使，并徙封为交王，统兵去救皎公羡，劉龑自己统兵屯驻海门声援。刘弘操率战舰从白藤江进军交州。当时吴权杀了皎公羡，占据了交州，率兵迎战。白藤江之战，刘弘操战死。